# مارتین روئه
مارتین روئه (آلمانی: Martin Ruhe؛ زادهٔ ۱۹۷۰) فیلم‌بردار اهل آلمان است.
از فیلم‌ها یا مجموعه‌های تلویزیونی که وی در آن‌ها نقش داشته است، می‌توان به آمریکایی (۲۰۱۰) اشاره نمود.